# Hafrún Rakel Halldórsdóttir
Hafrún Rakel Halldórsdóttir (1 oktober 2002) is een voetbalspeelster uit IJsland. Ze speelt als middenvelder voor Brøndby IF in de Elitedivisionen.

## Clubcarrière
Halldórsdóttir doorliep de jeugdopleiding van UMF Afturelding. Ze begon haar profcarrière bij het gezamenlijke team van Afturelding en Fram in de 2. deild kvenna. Nadat meerdere clubs interesse toonden in Halldórsdóttir, tekende ze in september 2019 een contract bij Breiðablik Kopavogur.
Halldórsdóttir tekende na het eindigden van het seizoen 2023 een contract bij het Deense Brøndby IF.

## Statistieken
| Seizoen | Club       | Land       | Competitie      | Wedstrijden | Doelpunten |
| ------- | ---------- | ---------- | --------------- | ----------- | ---------- |
| 2020    | Breiðablik | IJsland    | Úrvalsdeild     | 15          | 0          |
| 2021    | Breiðablik | IJsland    | Úrvalsdeild     | 18          | 3          |
| 2022    | Breiðablik | IJsland    | Úrvalsdeild     | 2           | 3          |
| 2023    | Breiðablik | IJsland    | Úrvalsdeild     | 22          | 3          |
| 2023/24 | Brøndby IF | Denemarken | Elitedivisionen | 5           | 2          |
| 2024/25 | Brøndby IF | Denemarken | Elitedivisionen | 16          | 0          |
| Totaal  | Totaal     | Totaal     | Totaal          | 78          | 11         |

Laatste update: 27 maart 2025

## Interlandcarrière
Halldórsdóttir werd voor het eerst geselecteerd voor het IJslandse nationale team in maart 2021. Ze maakte haar debuut in een wedstrijd tegen Italië op 1 april van hetzelfde jaar.